# Dąbrówka (gmina Ożarów)
Dąbrówka – osada leśna w Polsce położona w województwie świętokrzyskim, w powiecie opatowskim, w gminie Ożarów.
W latach 1975–1998 miejscowość administracyjnie należała do województwa tarnobrzeskiego.